# Terebla (obwód zakarpacki)
Terebla (ukr. Теребля, węg. Talaborfalu / Talaborfalva, słow. Terebľa) – wieś na Ukrainie na obszarze rejonu tiaczowskiego w obwodzie zakarpackim, położona w dolinie rzeki Terebla.
Podczas I wojny światowej w ówczesnej miejscowości Talaborfalva istniał obóz internowania żołnierzy Legionów Polskich.